# Alla corte di Nefertiti
Alla corte di Nefertiti è il quinto album in studio del musicista italiano Giusto Pio, pubblicato nel 1988.

## Descrizione
Il disco segna il ritorno di Giusto Pio alla ricerca sonora, distaccandosi dalle sonorità pop dei dischi precedenti. La composizione è stata realizzata per la mostra di scultura "Molte bianche ali sospese sugli aquiloni", organizzata dall'associazione culturale Le Venezie e tenutasi a Verona nel settembre del 1988. Il lato B dell'LP consiste in una rielaborazione del brano presente sulla prima facciata, da cui vengono estrapolati stralci e isolati singoli strumenti per poi essere ricomposti in ordine differente. Il disco, il cui titolo fu proposto a Pio da Battiato, è stato pubblicato dalla casa editrice L'Ottava fondata dallo stesso Battiato nel 1985.

## Tracce
1. Alla corte di Nefertiti – 14:43
2. Alla corte di Nefertiti - frammenti – 15:51

Durata totale: 30:34